# STS-42
STS-42 est la 14e mission de la navette spatiale Discovery. Elle utilisa le module Spacelab.

## Équipage
- Commandant : Ronald J. Grabe (3)  États-Unis
- Pilote : Stephen S. Oswald (1)  États-Unis
- Spécialiste de mission 1 : Norman E. Thagard (4)  États-Unis
- Spécialiste de mission 2 : David C. Hilmers (4)  États-Unis
- Spécialiste de mission 3 : William F. Readdy (1)  États-Unis
- Spécialiste de charge utile 1 : Roberta L. Bondar (1)  Canada (ASC)
- Spécialiste de charge utile 2 : Ulf Merbold (2)  Allemagne (ESA)

Le chiffre entre parenthèses indique le nombre de vols spatiaux effectués par l'astronaute au moment de la mission.

## Paramètres de la mission

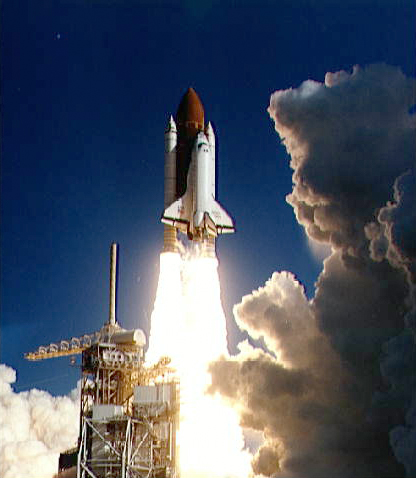
Décollage de la navette

- Masse :
  - Navette au décollage : 110 400 kg
  - Navette à l'atterrissage : 98 890 kg
  - Chargement : 13 066 kg
- Périgée : 291 km
- Apogée : 307 km
- Inclinaison : 57°
- Période : 90,5 min